# Philadelphia Warriors 1959-1960
La stagione 1959-60 dei Philadelphia Warriors fu la 14ª nella NBA per la franchigia.
I Philadelphia Warriors arrivarono secondi nella Eastern Division con un record di 49-26. Nei play-off vinsero la semifinale di division con i Syracuse Nationals (2-1), perdendo poi la finale di division con i Boston Celtics (4-2).

## Risultati
| Squadra               | V  | P  | %    | GB |
| --------------------- | -- | -- | ---- | -- |
| Boston Celtics        | 59 | 16 | 78,7 | -  |
| Philadelphia Warriors | 49 | 26 | 65,3 | 10 |
| Syracuse Nationals    | 45 | 30 | 60,0 | 14 |
| New York Knicks       | 27 | 48 | 36,0 | 32 |

## Roster
| N°    | Naz.                   | Ruolo | Sportivo          | Anno | Alt. | Peso \|\| |
| ----- | ---------------------- | ----- | ----------------- | ---- | ---- | --------- |
| 7     | Stati Uniti (bandiera) | GA    | Ernie Beck        | 1931 | 193  | 86        |
| 9     | Stati Uniti (bandiera) | AC    | Joe Graboski      | 1930 | 201  | 88        |
| 11    | Stati Uniti (bandiera) | GA    | Paul Arizin       | 1928 | 193  | 86        |
| 12    | Stati Uniti (bandiera) | GA    | Andy Johnson      | 1932 | 196  | 98        |
| 13    | Stati Uniti (bandiera) | C     | Wilt Chamberlain  | 1936 | 216  | 125       |
| 14    | Stati Uniti (bandiera) | AC    | Woody Sauldsberry | 1934 | 201  | 100       |
| 15    | Stati Uniti (bandiera) | GA    | Tom Gola          | 1933 | 198  | 93        |
| 16    | Stati Uniti (bandiera) | A     | Guy Sparrow       | 1932 | 198  | 99        |
| 17    | Stati Uniti (bandiera) | AC    | Joe Ruklick       | 1938 | 206  | 100       |
| 20-52 | Stati Uniti (bandiera) | G     | Vern Hatton       | 1936 | 191  | 88        |
| 25-5  | Stati Uniti (bandiera) | G     | Guy Rodgers       | 1935 | 183  | 84        |

## Staff tecnico
- Allenatore: Neil Johnston